# Lobuche
Le Lobuche ou Lobuje est une montagne himalayenne du Népal qui s'élève près du glacier du Khumbu et du village de Lobuche (en). Il culmine à 6 145 mètres d'altitude. 

## Géographie
Le sommet du Lobuche comporte deux pics principaux : le Lobuche Est et le Lobuche Ouest. Les deux pics sont reliés par une crête interrompue par une brèche importante. Le pic oriental culmine à 6 119 mètres d'altitude tandis que le pic occidental le dépasse de 26 mètres. Du sommet, la vue s'étend sur le Lhotse, l'Everest, le Nuptse, le Makalu et l'Ama Dablam.

Lobuche Est
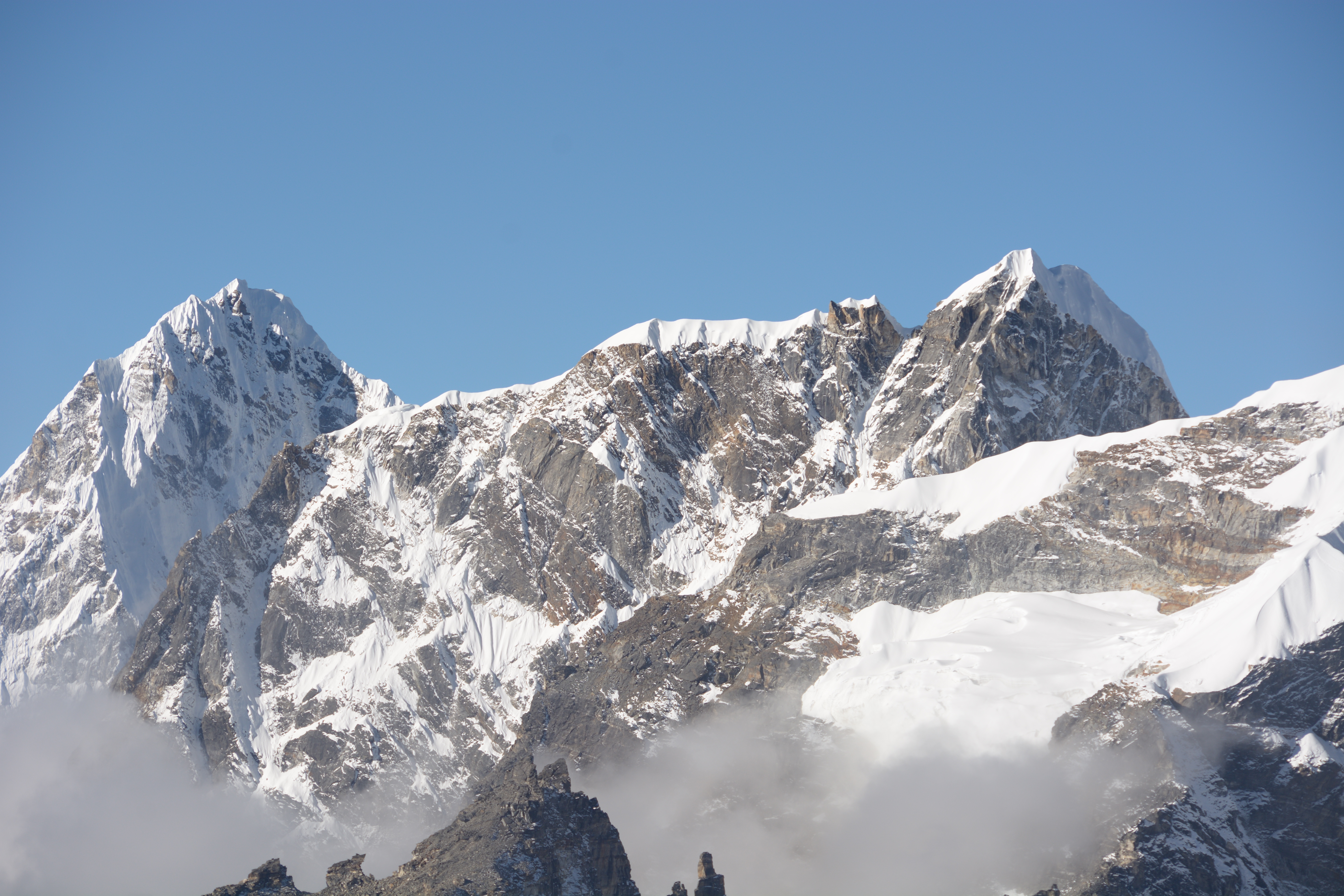
Vue nord-est du Lobuche Est.
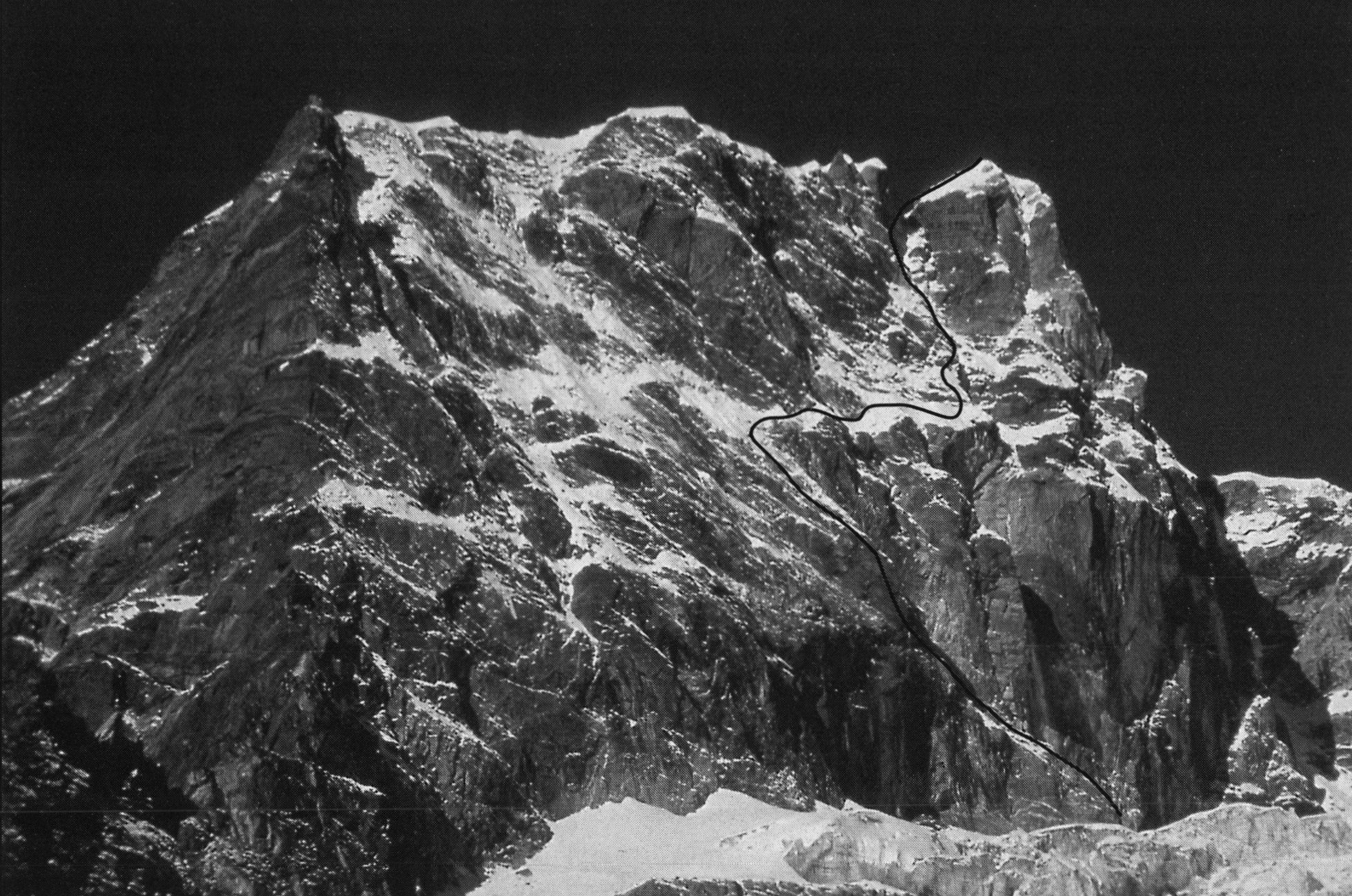
Itinéraire de la face nord-est du Lobuche Est, Talking About Tsampa.
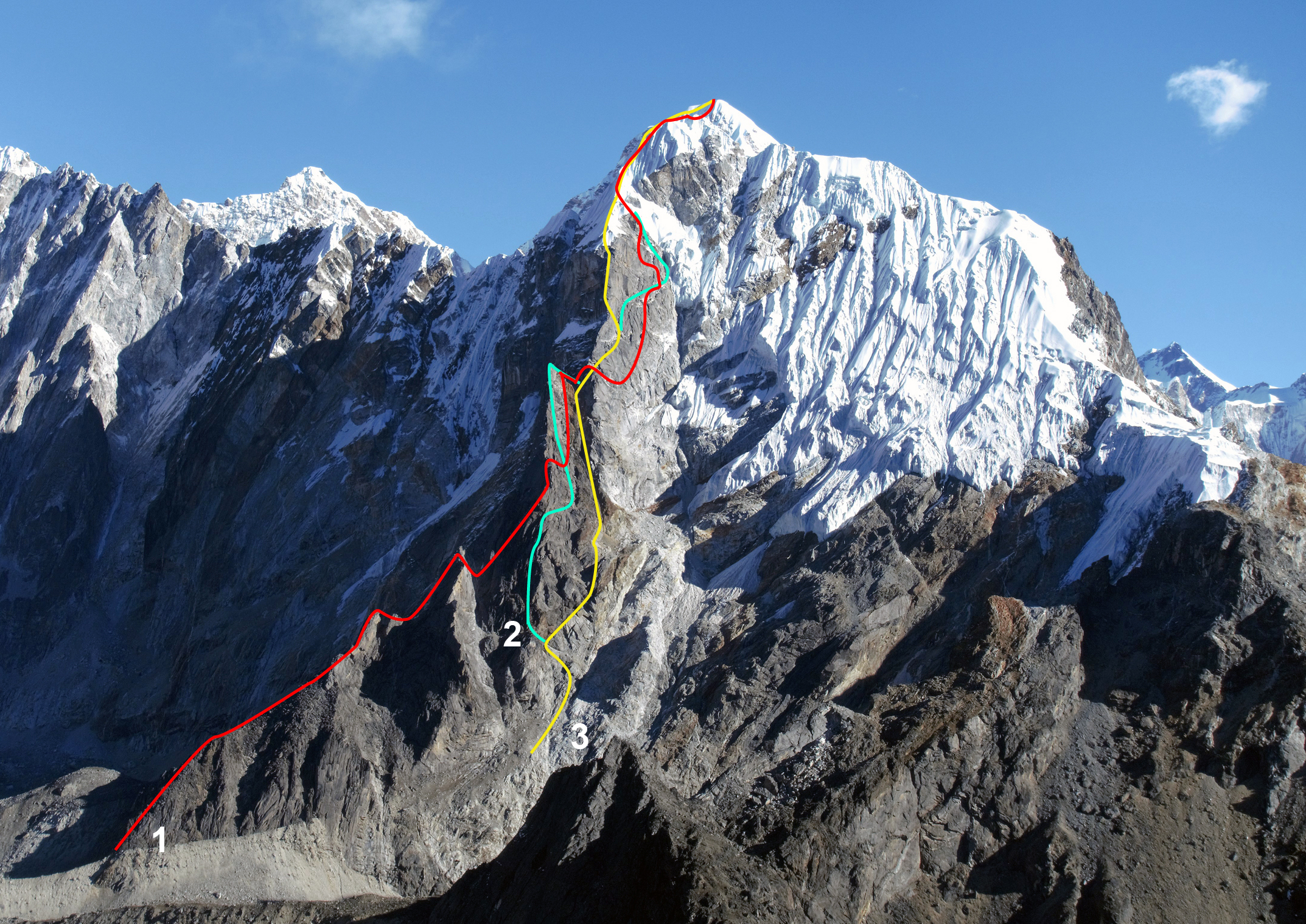
Voie d'accès par la face sud du Lobuche Est.

## Histoire
La première ascension enregistrée est l'œuvre de Laurence Nielson accompagné du sherpa Ang Gyalzen, le 25 avril 1984.

## Ascension
Le pic oriental peut être gravi en tant que trekking peak avant de rejoindre le camp de base de l'Everest. Le pic occidental peut être gravi en tant qu'expedition peak. Les deux parcours nécessitent l'octroi d'un permis auprès de l'association d'alpinisme du Népal (en).